# Erdős-Kacev izrek
Erdős-Kacev izrek v teoriji števil, znan tudi kot osnovni izrek verjetnostne teorije števil, je izrek, ki pravi, da, če je {\displaystyle \omega (n)\,} število različnih prafaktorjev števila {\displaystyle n\,}, potem je prosto rečeno verjetnostna porazdelitev:
{\displaystyle {\frac {\omega (n)-\log \log n}{\sqrt {\log \log n}}}\!\,}
standardna normalna porazdelitev. Izrek se imenuje po Paulu Erdősu in Marku Kacu. Izrek je Kac postavil leta 1940, strogo pa ga je dokazal Erdős istega leta. To je razširitev Hardy-Ramanudžanovega izreka, ki pravi, da je normalni red {\displaystyle \omega (n)\,} enak {\displaystyle \log \log n\,} s tipično napako velikosti {\displaystyle {\sqrt {\log \log n}}}.

## Točnejša definicija
Bolj formalno izrek pravi, da za poljubna {\displaystyle a<b\,} velja:
{\displaystyle \lim _{x\rightarrow \infty }\left({\frac {1}{x}}\cdot \#\left\{n\leq x:a\leq {\frac {\omega (n)-\log \log n}{\sqrt {\log \log n}}}\leq b\right\}\right)=\Phi (a,b)\!\,,}
kjer je {\displaystyle \Phi (a,b)} normalna (ali Gaussova) porazdelitev, definirana kot:
{\displaystyle \Phi (a,b)={\frac {1}{\sqrt {2\pi }}}\int _{a}^{b}e^{-t^{2}/2}\,\mathrm {d} t\!\,.}
V splošnem, če je {\displaystyle f(n)} močno aditivna funkcija ({\displaystyle \scriptstyle f(p_{1}^{a_{1}}\cdots p_{k}^{a_{k}})=f(p_{1})+\cdots +f(p_{k})}) z{\displaystyle \scriptstyle |f(p)|\leq 1} za vsa praštevila {\displaystyle p\,}, potem velja:
{\displaystyle \lim _{x\rightarrow \infty }\left({\frac {1}{x}}\cdot \#\left\{n\leq x:a\leq {\frac {f(n)-A(n)}{B(n)}}\leq b\right\}\right)=\Phi (a,b)\!\,,}
kjer je:
{\displaystyle A(n)=\sum _{p\leq n}{\frac {f(p)}{p}},\qquad B(n)={\sqrt {\sum _{p\leq n}{\frac {f(p)^{2}}{p}}}}\!\,.}

## Kacev izvirni hevristični prijem
Intuitivno je Kac hevristično za rezultat rekel, da če je {\displaystyle n\,} naključno izbrano veliko celo število, je število različnih prafaktorjev {\displaystyle n\,} približno normalno porazdeljeno z aritmetično sredino in varianco {\displaystyle \log \log n\,}. To izhaja iz dejstva, da sta dogodka, da je za poljubno naravno število {\displaystyle n\,} »število« {\displaystyle n\,} deljivo s kakšnim praštevilom {\displaystyle p\,} za vsako praštevilo {\displaystyle p\,} obojestransko neodvisna.
Če se sedaj označi dogodek, da je »število« {\displaystyle n\,} deljivo s {\displaystyle p\,} z {\displaystyle n_{p}}, je vsota naznačenih naključnih spremenljivk enaka:
{\displaystyle I_{n_{2}}+I_{n_{3}}+I_{n_{5}}+I_{n_{7}}+\ldots \!\,}
Ta vsota šteje koliko različnih prafaktorjev ima to naključno naravno število {\displaystyle n\,}. Lahko se pokaže, da za to vsoto velja Lindebergov pogoj, in tako Lindebergov centralni limitni izrek zagotavlja, da bo po ustrezni umeritvi, zgornji izraz normalno porazdeljen.
Dejanski Erdősev dokaz s pomočjo teorije sit strogo dokaže zgornjo intuicijo.

## Numerični zgledi
Erdős-Kacev izrek pomeni, da konstrukcija števila okrog ene milijarde zahteva v povprečju tri praštevila. Velja na primer: 1.000.000.003 = 23 · 307 · 141623.
Naslednja razpredelnica podaja numerični seštevek rasti povprečnega števila različnih prafaktorjev naravnega števila {\displaystyle n\,} z naraščajočim {\displaystyle n\,}.
| n                                 | število števk v n | povprečno število različnih praštevil | standardni odklon |
| --------------------------------- | ----------------- | ------------------------------------- | ----------------- |
| 1.000                             | 4                 | 2                                     | 1,4               |
| 1.000.000.000                     | 10                | 3                                     | 1,7               |
| 1.000.000.000.000.000.000.000.000 | 25                | 4                                     | 2                 |
| 1065                              | 66                | 5                                     | 2,2               |
| 109.566                           | 9.567             | 10                                    | 3,2               |
| 10210.704.568                     | 210.704.569       | 20                                    | 4,5               |
| 1022                              | 1022+1            | 50                                    | 7,1               |
| 1044                              | 1044+1            | 100                                   | 10                |
| 10434                             | 10434+1           | 1000                                  | 31,6              |

Približno 12,6 % od 10.000 števčnih števil se skonstruira iz 10-ih različnih praštevil in približno 68 % iz od 7 do 13 praštevil.
Votla sfera velikosti planeta Zemlja napolnjena s finim peskom bi imela približno 1033 zrnc. Prostornina opazljivega vesolja bi imela približno 1093 zrnc peska. V takšnem vesolju bi bilo prostora za 10185 kvantnih strun. Število takšne velikosti s 186 števkami bi za konstrukcijo zahtevalo v povprečju le 6 praštevil.
Zelo težko je, če ne nemogoče, odkriti takšen rezultat empirično, saj se normalna porazdelitev kaže le kadar je {\displaystyle n} približno enak {\displaystyle 10^{100}}. Rényi in Turán sta točneje pokazala, da je najboljša možna enakomerna asimptotična meja napake v približku za normalno porazdelitev enaka {\displaystyle O\left({\frac {1}{\sqrt {\log \log n}}}\right)}.